# Rick Nelson Sings for You (Imperial Records)
Rick Nelson Sings for You – kompilacyjny album muzyczny wydany przez Imperial Records, zawierający utwory wykonane przez amerykańskiego piosenkarza Ricky’ego Nelsona. Ukazał się w 1963 roku, tak samo jak album o tej samej nazwie wydany przez Decca Records – Rick Nelson Sings „For You”.

## Utwory
| A1 | Today’s Teardrops        |
| A2 | Lucky Star               |
| A3 | One Of These Mornings    |
| A4 | There Goes My Baby       |
| A5 | Be True To Me            |
| A6 | Thank You, Darlin'       |
| B1 | Congratulations          |
| B2 | I'll Make Believe        |
| B3 | I’m All Through With You |
| B4 | Don't Leave Me           |
| B5 | I Can’t Help It          |
| B6 | Excuse Me Baby           |